# 蔡應嵩
蔡應嵩（？—？），廣東省惠州府歸善縣三多祝（今屬惠州市惠東縣多祝鎮）人，清朝官員，進士出身。

## 生平
蔡應嵩為道光二十年（1840年）庚子恩科舉人，二十七年（1847年）張之萬榜二甲進士，官至江西廣饒九南道，贈太常寺卿。

## 家族
蔡應嵩的家族惠東多祝蔡氏，為科舉世家，“一門四進士”，舉人、貢生更達數十名。其故居“通奉第”至今尚存。